# Arroyo Dulce
Arroyo Dulce é um município localizado na província de Buenos Aires, Argentina. A cidade encontra-se às margens da Ruta Provincial 32, fica a 235 km de Buenos Aires, a 35 km. 30 km da cidade de Salto. da cidade de Pergamino, com uma altura acima do nível do mar de 75,23 metros.

## História
Quando no início do ano 1900, os trilhos do caminho-de-ferro chamavam na época “Ferrocarril Cía. O General Buenos Aires” (hoje General Belgrano), os operários que construíram aquele ramal, nos dias de folga, saíram para explorar os campos circundantes, então imensas planícies, naquelas vias encontraram um riacho, que segundo eles tinha água doce e deságua no Rio Salto, com esse comentário a superioridade decidiu batizar aquela estação com o nome de "Arroyo Dulce".
Já em operação a referida ferrovia, os primeiros habitantes já em 1903, instalaram um armazém geral, os irmãos Cividanes. Refira-se que nas proximidades já existia uma mercearia próxima na zona de "El Cachao".
Em 26 de dezembro de 1937, foi vendido o terreno (doado por Don Isaac Fernández Blanco) ao redor da estação. O notável sucesso conseguido na adjudicação da quase totalidade dos terrenos oferecidos, faz antever a importância que este povoamento vai atingir, e imediatamente começa a construir numerosas casas.
Os campos da região são de qualidade insuperável, em geral planos e quase sem nenhum desperdício, sendo em grande parte voltados para a agricultura, e principalmente para o cultivo de milho, trigo, soja e outras leguminosas, cujas safras são excepcionais.
Uma vez que o município foi traçado, e com a chegada de novos colonos, cresceu que com o passar do tempo rapidamente ultrapassou os 2.000 habitantes, incluindo a planta urbana e rural.

## Geografia

### População
Segundo o Instituto Nacional de Estatística e Censos da Argentina (em espanhol: Instituto Nacional de Estadística y Censos de Argentina),  INDEC, possui 1.715 habitantes em 2010, o que representa um aumento de 5,8% em relação aos 1.620 habitantes do censo de 2001. Segundo ele, a população constitui um núcleo urbano conurbado com a localidade de Villa San José no distrito de Pergamino. Entre eles atingem 1.860 habitantes, portanto sua população ainda é considerada rural (menos de 2.000 pessoas).

## Sociedade

### Clubes
- Círculo Amigos Unidos: Natação, vôlei, basquete, shuffleboard, futebol, hóquei e entre outros,
- Club Social y Deportivo Arroyo Dulce: Bocha, futebol de 5, futebol e entre outros.
- Bomberos Voluntarios de Arroyo Dulce.

### Educação
Há um jardim de infância onde frequentam cerca de 70 crianças. A EGB nº 16 a tempo inteiro tem mais de 200 alunos. O Instituto Privado “Almafuerte” articula-se com a EGB nos 8º e 9º anos, e tem a modalidade de Economia Polimodal e Gestão de Organizações.

### Arroyodulcenses destacados
Esta é a cidade natal de várias personalidades argentinas, dentre as quais podem ser citadas:
- Juan Manuel Llop (n. 1963), futebolista e treinador;
- Diego Churín (n. 1989), futebolista